# ماتيو غونسالفيس
ماتيو غونسالفيس (بالفرنسية: Mathieu Gonçalves) هو لاعب كرة قدم فرنسي في مركز الدفاع، ولد في 8 يونيو 2001 في باريس في فرنسا. لعب مع نادي تولوز.

## وصلات خارجية
- ماتيو غونسالفيس على موقع رابطة كرة القدم الفرنسية للمحترفين (الإنجليزية)
- ماتيو غونسالفيس على موقع قاعدة بيانات كرة القدم.إي يو (الإنجليزية)
- ماتيو غونسالفيس على موقع ليكيب (الفرنسية)
- ماتيو غونسالفيس على موقع Soccerway.com (الإنجليزية)
- ماتيو غونسالفيس على موقع عالم كرة القدم.نت (الإنجليزية)